# São Martinho de Mouros
São Martinho de Mouros est un village et freguesia portugaise de la municipalité de Resende, avec 14,67km2 de aire et 1495 habitants (2011), densité:101,9 hab/km2.
Le village est le siège des freguesas de Barrô, Fontoura et Paus. En 1801, il avait 5503 habitants et en 1849 il avait 6122 habitants.
La commune de Sao Martinho de Mouros est la plus ancienne du freguesa actuel et aussi la plus riche en transition et en beauté. Elle est située dans le district de Viseu, au Nord.